# 艾特尔·腓特烈亲王号大巡洋舰
艾特尔·腓特烈亲王号是德意志帝国海军于第一次世界大战期间建造的四艘马肯森级大巡洋舰的3号舰，最初是为替代老旧的防护巡洋舰弗蕾亚号而以“弗蕾亚代舰（Ersatz Freya）”为代号订购。它于1915年11月3日在汉堡的布洛姆-福斯船厂开始架设龙骨，当局原计划以德皇威廉二世次子艾特尔·腓特烈亲王的名字为舰只命名，但工作进展缓慢，最终于1917年夏季停建，离竣工尚余大约21个月工期。该舰于1919年11月17日正式从海军名录中除籍，但其舰体直至1920年3月13日才下水，以便为其它船舶腾出滑道。在下水仪式，船厂工人将其命名为诺克斯号（Noske），以纪念首任国防部长古斯塔夫·诺斯克。随后，舰只被售予拆船商，并于1920至1922年间在汉堡拆解报废。